# Лавірування (шахи)
Лавірування  —  в шахах один із різновидів маневрування здійснюваний з метою створення та використання слабкостей в таборі суперника. 
Цей термін запропонував Арон Німцович, який охарактеризував його так: «Дві слабкості, які самі по собі цілком можна захистити, поперемінно потрапляють під обстріл... Гравець, що захищається, програє через те, що в певний момент не може встигнути вслід за суперником перегрупувати сили... Можна лавірувати й проти однієї слабкості; в цьому випадку необхідно, щоб різноманітність способів атаки (наприклад, атака фронтальна, флангова, обхідна) компенсувала відсутність більш як однієї слабкості.» 

## Приклад лавірування
|   | a | b | c | d | e | f | g | h |   |
| 8 | h8 чорна тура · f7 чорний пішак · g7 чорний король · b6 чорний ферзь · d6 чорний пішак · g6 чорний пішак · c5 чорний кінь · e5 чорний пішак · g5 чорний слон · h5 чорна тура · b4 чорний пішак · c4 білий ферзь · e4 білий пішак · f3 білий пішак · g3 білий пішак · b2 білий пішак · c2 білий пішак · g2 білий король · h2 білий кінь · d1 біла тура · e1 біла тура · f1 білий кінь | h8 чорна тура · f7 чорний пішак · g7 чорний король · b6 чорний ферзь · d6 чорний пішак · g6 чорний пішак · c5 чорний кінь · e5 чорний пішак · g5 чорний слон · h5 чорна тура · b4 чорний пішак · c4 білий ферзь · e4 білий пішак · f3 білий пішак · g3 білий пішак · b2 білий пішак · c2 білий пішак · g2 білий король · h2 білий кінь · d1 біла тура · e1 біла тура · f1 білий кінь | h8 чорна тура · f7 чорний пішак · g7 чорний король · b6 чорний ферзь · d6 чорний пішак · g6 чорний пішак · c5 чорний кінь · e5 чорний пішак · g5 чорний слон · h5 чорна тура · b4 чорний пішак · c4 білий ферзь · e4 білий пішак · f3 білий пішак · g3 білий пішак · b2 білий пішак · c2 білий пішак · g2 білий король · h2 білий кінь · d1 біла тура · e1 біла тура · f1 білий кінь | h8 чорна тура · f7 чорний пішак · g7 чорний король · b6 чорний ферзь · d6 чорний пішак · g6 чорний пішак · c5 чорний кінь · e5 чорний пішак · g5 чорний слон · h5 чорна тура · b4 чорний пішак · c4 білий ферзь · e4 білий пішак · f3 білий пішак · g3 білий пішак · b2 білий пішак · c2 білий пішак · g2 білий король · h2 білий кінь · d1 біла тура · e1 біла тура · f1 білий кінь | h8 чорна тура · f7 чорний пішак · g7 чорний король · b6 чорний ферзь · d6 чорний пішак · g6 чорний пішак · c5 чорний кінь · e5 чорний пішак · g5 чорний слон · h5 чорна тура · b4 чорний пішак · c4 білий ферзь · e4 білий пішак · f3 білий пішак · g3 білий пішак · b2 білий пішак · c2 білий пішак · g2 білий король · h2 білий кінь · d1 біла тура · e1 біла тура · f1 білий кінь | h8 чорна тура · f7 чорний пішак · g7 чорний король · b6 чорний ферзь · d6 чорний пішак · g6 чорний пішак · c5 чорний кінь · e5 чорний пішак · g5 чорний слон · h5 чорна тура · b4 чорний пішак · c4 білий ферзь · e4 білий пішак · f3 білий пішак · g3 білий пішак · b2 білий пішак · c2 білий пішак · g2 білий король · h2 білий кінь · d1 біла тура · e1 біла тура · f1 білий кінь | h8 чорна тура · f7 чорний пішак · g7 чорний король · b6 чорний ферзь · d6 чорний пішак · g6 чорний пішак · c5 чорний кінь · e5 чорний пішак · g5 чорний слон · h5 чорна тура · b4 чорний пішак · c4 білий ферзь · e4 білий пішак · f3 білий пішак · g3 білий пішак · b2 білий пішак · c2 білий пішак · g2 білий король · h2 білий кінь · d1 біла тура · e1 біла тура · f1 білий кінь | h8 чорна тура · f7 чорний пішак · g7 чорний король · b6 чорний ферзь · d6 чорний пішак · g6 чорний пішак · c5 чорний кінь · e5 чорний пішак · g5 чорний слон · h5 чорна тура · b4 чорний пішак · c4 білий ферзь · e4 білий пішак · f3 білий пішак · g3 білий пішак · b2 білий пішак · c2 білий пішак · g2 білий король · h2 білий кінь · d1 біла тура · e1 біла тура · f1 білий кінь | 8 |
| 7 | h8 чорна тура · f7 чорний пішак · g7 чорний король · b6 чорний ферзь · d6 чорний пішак · g6 чорний пішак · c5 чорний кінь · e5 чорний пішак · g5 чорний слон · h5 чорна тура · b4 чорний пішак · c4 білий ферзь · e4 білий пішак · f3 білий пішак · g3 білий пішак · b2 білий пішак · c2 білий пішак · g2 білий король · h2 білий кінь · d1 біла тура · e1 біла тура · f1 білий кінь | h8 чорна тура · f7 чорний пішак · g7 чорний король · b6 чорний ферзь · d6 чорний пішак · g6 чорний пішак · c5 чорний кінь · e5 чорний пішак · g5 чорний слон · h5 чорна тура · b4 чорний пішак · c4 білий ферзь · e4 білий пішак · f3 білий пішак · g3 білий пішак · b2 білий пішак · c2 білий пішак · g2 білий король · h2 білий кінь · d1 біла тура · e1 біла тура · f1 білий кінь | h8 чорна тура · f7 чорний пішак · g7 чорний король · b6 чорний ферзь · d6 чорний пішак · g6 чорний пішак · c5 чорний кінь · e5 чорний пішак · g5 чорний слон · h5 чорна тура · b4 чорний пішак · c4 білий ферзь · e4 білий пішак · f3 білий пішак · g3 білий пішак · b2 білий пішак · c2 білий пішак · g2 білий король · h2 білий кінь · d1 біла тура · e1 біла тура · f1 білий кінь | h8 чорна тура · f7 чорний пішак · g7 чорний король · b6 чорний ферзь · d6 чорний пішак · g6 чорний пішак · c5 чорний кінь · e5 чорний пішак · g5 чорний слон · h5 чорна тура · b4 чорний пішак · c4 білий ферзь · e4 білий пішак · f3 білий пішак · g3 білий пішак · b2 білий пішак · c2 білий пішак · g2 білий король · h2 білий кінь · d1 біла тура · e1 біла тура · f1 білий кінь | h8 чорна тура · f7 чорний пішак · g7 чорний король · b6 чорний ферзь · d6 чорний пішак · g6 чорний пішак · c5 чорний кінь · e5 чорний пішак · g5 чорний слон · h5 чорна тура · b4 чорний пішак · c4 білий ферзь · e4 білий пішак · f3 білий пішак · g3 білий пішак · b2 білий пішак · c2 білий пішак · g2 білий король · h2 білий кінь · d1 біла тура · e1 біла тура · f1 білий кінь | h8 чорна тура · f7 чорний пішак · g7 чорний король · b6 чорний ферзь · d6 чорний пішак · g6 чорний пішак · c5 чорний кінь · e5 чорний пішак · g5 чорний слон · h5 чорна тура · b4 чорний пішак · c4 білий ферзь · e4 білий пішак · f3 білий пішак · g3 білий пішак · b2 білий пішак · c2 білий пішак · g2 білий король · h2 білий кінь · d1 біла тура · e1 біла тура · f1 білий кінь | h8 чорна тура · f7 чорний пішак · g7 чорний король · b6 чорний ферзь · d6 чорний пішак · g6 чорний пішак · c5 чорний кінь · e5 чорний пішак · g5 чорний слон · h5 чорна тура · b4 чорний пішак · c4 білий ферзь · e4 білий пішак · f3 білий пішак · g3 білий пішак · b2 білий пішак · c2 білий пішак · g2 білий король · h2 білий кінь · d1 біла тура · e1 біла тура · f1 білий кінь | h8 чорна тура · f7 чорний пішак · g7 чорний король · b6 чорний ферзь · d6 чорний пішак · g6 чорний пішак · c5 чорний кінь · e5 чорний пішак · g5 чорний слон · h5 чорна тура · b4 чорний пішак · c4 білий ферзь · e4 білий пішак · f3 білий пішак · g3 білий пішак · b2 білий пішак · c2 білий пішак · g2 білий король · h2 білий кінь · d1 біла тура · e1 біла тура · f1 білий кінь | 7 |
| 6 | h8 чорна тура · f7 чорний пішак · g7 чорний король · b6 чорний ферзь · d6 чорний пішак · g6 чорний пішак · c5 чорний кінь · e5 чорний пішак · g5 чорний слон · h5 чорна тура · b4 чорний пішак · c4 білий ферзь · e4 білий пішак · f3 білий пішак · g3 білий пішак · b2 білий пішак · c2 білий пішак · g2 білий король · h2 білий кінь · d1 біла тура · e1 біла тура · f1 білий кінь | h8 чорна тура · f7 чорний пішак · g7 чорний король · b6 чорний ферзь · d6 чорний пішак · g6 чорний пішак · c5 чорний кінь · e5 чорний пішак · g5 чорний слон · h5 чорна тура · b4 чорний пішак · c4 білий ферзь · e4 білий пішак · f3 білий пішак · g3 білий пішак · b2 білий пішак · c2 білий пішак · g2 білий король · h2 білий кінь · d1 біла тура · e1 біла тура · f1 білий кінь | h8 чорна тура · f7 чорний пішак · g7 чорний король · b6 чорний ферзь · d6 чорний пішак · g6 чорний пішак · c5 чорний кінь · e5 чорний пішак · g5 чорний слон · h5 чорна тура · b4 чорний пішак · c4 білий ферзь · e4 білий пішак · f3 білий пішак · g3 білий пішак · b2 білий пішак · c2 білий пішак · g2 білий король · h2 білий кінь · d1 біла тура · e1 біла тура · f1 білий кінь | h8 чорна тура · f7 чорний пішак · g7 чорний король · b6 чорний ферзь · d6 чорний пішак · g6 чорний пішак · c5 чорний кінь · e5 чорний пішак · g5 чорний слон · h5 чорна тура · b4 чорний пішак · c4 білий ферзь · e4 білий пішак · f3 білий пішак · g3 білий пішак · b2 білий пішак · c2 білий пішак · g2 білий король · h2 білий кінь · d1 біла тура · e1 біла тура · f1 білий кінь | h8 чорна тура · f7 чорний пішак · g7 чорний король · b6 чорний ферзь · d6 чорний пішак · g6 чорний пішак · c5 чорний кінь · e5 чорний пішак · g5 чорний слон · h5 чорна тура · b4 чорний пішак · c4 білий ферзь · e4 білий пішак · f3 білий пішак · g3 білий пішак · b2 білий пішак · c2 білий пішак · g2 білий король · h2 білий кінь · d1 біла тура · e1 біла тура · f1 білий кінь | h8 чорна тура · f7 чорний пішак · g7 чорний король · b6 чорний ферзь · d6 чорний пішак · g6 чорний пішак · c5 чорний кінь · e5 чорний пішак · g5 чорний слон · h5 чорна тура · b4 чорний пішак · c4 білий ферзь · e4 білий пішак · f3 білий пішак · g3 білий пішак · b2 білий пішак · c2 білий пішак · g2 білий король · h2 білий кінь · d1 біла тура · e1 біла тура · f1 білий кінь | h8 чорна тура · f7 чорний пішак · g7 чорний король · b6 чорний ферзь · d6 чорний пішак · g6 чорний пішак · c5 чорний кінь · e5 чорний пішак · g5 чорний слон · h5 чорна тура · b4 чорний пішак · c4 білий ферзь · e4 білий пішак · f3 білий пішак · g3 білий пішак · b2 білий пішак · c2 білий пішак · g2 білий король · h2 білий кінь · d1 біла тура · e1 біла тура · f1 білий кінь | h8 чорна тура · f7 чорний пішак · g7 чорний король · b6 чорний ферзь · d6 чорний пішак · g6 чорний пішак · c5 чорний кінь · e5 чорний пішак · g5 чорний слон · h5 чорна тура · b4 чорний пішак · c4 білий ферзь · e4 білий пішак · f3 білий пішак · g3 білий пішак · b2 білий пішак · c2 білий пішак · g2 білий король · h2 білий кінь · d1 біла тура · e1 біла тура · f1 білий кінь | 6 |
| 5 | h8 чорна тура · f7 чорний пішак · g7 чорний король · b6 чорний ферзь · d6 чорний пішак · g6 чорний пішак · c5 чорний кінь · e5 чорний пішак · g5 чорний слон · h5 чорна тура · b4 чорний пішак · c4 білий ферзь · e4 білий пішак · f3 білий пішак · g3 білий пішак · b2 білий пішак · c2 білий пішак · g2 білий король · h2 білий кінь · d1 біла тура · e1 біла тура · f1 білий кінь | h8 чорна тура · f7 чорний пішак · g7 чорний король · b6 чорний ферзь · d6 чорний пішак · g6 чорний пішак · c5 чорний кінь · e5 чорний пішак · g5 чорний слон · h5 чорна тура · b4 чорний пішак · c4 білий ферзь · e4 білий пішак · f3 білий пішак · g3 білий пішак · b2 білий пішак · c2 білий пішак · g2 білий король · h2 білий кінь · d1 біла тура · e1 біла тура · f1 білий кінь | h8 чорна тура · f7 чорний пішак · g7 чорний король · b6 чорний ферзь · d6 чорний пішак · g6 чорний пішак · c5 чорний кінь · e5 чорний пішак · g5 чорний слон · h5 чорна тура · b4 чорний пішак · c4 білий ферзь · e4 білий пішак · f3 білий пішак · g3 білий пішак · b2 білий пішак · c2 білий пішак · g2 білий король · h2 білий кінь · d1 біла тура · e1 біла тура · f1 білий кінь | h8 чорна тура · f7 чорний пішак · g7 чорний король · b6 чорний ферзь · d6 чорний пішак · g6 чорний пішак · c5 чорний кінь · e5 чорний пішак · g5 чорний слон · h5 чорна тура · b4 чорний пішак · c4 білий ферзь · e4 білий пішак · f3 білий пішак · g3 білий пішак · b2 білий пішак · c2 білий пішак · g2 білий король · h2 білий кінь · d1 біла тура · e1 біла тура · f1 білий кінь | h8 чорна тура · f7 чорний пішак · g7 чорний король · b6 чорний ферзь · d6 чорний пішак · g6 чорний пішак · c5 чорний кінь · e5 чорний пішак · g5 чорний слон · h5 чорна тура · b4 чорний пішак · c4 білий ферзь · e4 білий пішак · f3 білий пішак · g3 білий пішак · b2 білий пішак · c2 білий пішак · g2 білий король · h2 білий кінь · d1 біла тура · e1 біла тура · f1 білий кінь | h8 чорна тура · f7 чорний пішак · g7 чорний король · b6 чорний ферзь · d6 чорний пішак · g6 чорний пішак · c5 чорний кінь · e5 чорний пішак · g5 чорний слон · h5 чорна тура · b4 чорний пішак · c4 білий ферзь · e4 білий пішак · f3 білий пішак · g3 білий пішак · b2 білий пішак · c2 білий пішак · g2 білий король · h2 білий кінь · d1 біла тура · e1 біла тура · f1 білий кінь | h8 чорна тура · f7 чорний пішак · g7 чорний король · b6 чорний ферзь · d6 чорний пішак · g6 чорний пішак · c5 чорний кінь · e5 чорний пішак · g5 чорний слон · h5 чорна тура · b4 чорний пішак · c4 білий ферзь · e4 білий пішак · f3 білий пішак · g3 білий пішак · b2 білий пішак · c2 білий пішак · g2 білий король · h2 білий кінь · d1 біла тура · e1 біла тура · f1 білий кінь | h8 чорна тура · f7 чорний пішак · g7 чорний король · b6 чорний ферзь · d6 чорний пішак · g6 чорний пішак · c5 чорний кінь · e5 чорний пішак · g5 чорний слон · h5 чорна тура · b4 чорний пішак · c4 білий ферзь · e4 білий пішак · f3 білий пішак · g3 білий пішак · b2 білий пішак · c2 білий пішак · g2 білий король · h2 білий кінь · d1 біла тура · e1 біла тура · f1 білий кінь | 5 |
| 4 | h8 чорна тура · f7 чорний пішак · g7 чорний король · b6 чорний ферзь · d6 чорний пішак · g6 чорний пішак · c5 чорний кінь · e5 чорний пішак · g5 чорний слон · h5 чорна тура · b4 чорний пішак · c4 білий ферзь · e4 білий пішак · f3 білий пішак · g3 білий пішак · b2 білий пішак · c2 білий пішак · g2 білий король · h2 білий кінь · d1 біла тура · e1 біла тура · f1 білий кінь | h8 чорна тура · f7 чорний пішак · g7 чорний король · b6 чорний ферзь · d6 чорний пішак · g6 чорний пішак · c5 чорний кінь · e5 чорний пішак · g5 чорний слон · h5 чорна тура · b4 чорний пішак · c4 білий ферзь · e4 білий пішак · f3 білий пішак · g3 білий пішак · b2 білий пішак · c2 білий пішак · g2 білий король · h2 білий кінь · d1 біла тура · e1 біла тура · f1 білий кінь | h8 чорна тура · f7 чорний пішак · g7 чорний король · b6 чорний ферзь · d6 чорний пішак · g6 чорний пішак · c5 чорний кінь · e5 чорний пішак · g5 чорний слон · h5 чорна тура · b4 чорний пішак · c4 білий ферзь · e4 білий пішак · f3 білий пішак · g3 білий пішак · b2 білий пішак · c2 білий пішак · g2 білий король · h2 білий кінь · d1 біла тура · e1 біла тура · f1 білий кінь | h8 чорна тура · f7 чорний пішак · g7 чорний король · b6 чорний ферзь · d6 чорний пішак · g6 чорний пішак · c5 чорний кінь · e5 чорний пішак · g5 чорний слон · h5 чорна тура · b4 чорний пішак · c4 білий ферзь · e4 білий пішак · f3 білий пішак · g3 білий пішак · b2 білий пішак · c2 білий пішак · g2 білий король · h2 білий кінь · d1 біла тура · e1 біла тура · f1 білий кінь | h8 чорна тура · f7 чорний пішак · g7 чорний король · b6 чорний ферзь · d6 чорний пішак · g6 чорний пішак · c5 чорний кінь · e5 чорний пішак · g5 чорний слон · h5 чорна тура · b4 чорний пішак · c4 білий ферзь · e4 білий пішак · f3 білий пішак · g3 білий пішак · b2 білий пішак · c2 білий пішак · g2 білий король · h2 білий кінь · d1 біла тура · e1 біла тура · f1 білий кінь | h8 чорна тура · f7 чорний пішак · g7 чорний король · b6 чорний ферзь · d6 чорний пішак · g6 чорний пішак · c5 чорний кінь · e5 чорний пішак · g5 чорний слон · h5 чорна тура · b4 чорний пішак · c4 білий ферзь · e4 білий пішак · f3 білий пішак · g3 білий пішак · b2 білий пішак · c2 білий пішак · g2 білий король · h2 білий кінь · d1 біла тура · e1 біла тура · f1 білий кінь | h8 чорна тура · f7 чорний пішак · g7 чорний король · b6 чорний ферзь · d6 чорний пішак · g6 чорний пішак · c5 чорний кінь · e5 чорний пішак · g5 чорний слон · h5 чорна тура · b4 чорний пішак · c4 білий ферзь · e4 білий пішак · f3 білий пішак · g3 білий пішак · b2 білий пішак · c2 білий пішак · g2 білий король · h2 білий кінь · d1 біла тура · e1 біла тура · f1 білий кінь | h8 чорна тура · f7 чорний пішак · g7 чорний король · b6 чорний ферзь · d6 чорний пішак · g6 чорний пішак · c5 чорний кінь · e5 чорний пішак · g5 чорний слон · h5 чорна тура · b4 чорний пішак · c4 білий ферзь · e4 білий пішак · f3 білий пішак · g3 білий пішак · b2 білий пішак · c2 білий пішак · g2 білий король · h2 білий кінь · d1 біла тура · e1 біла тура · f1 білий кінь | 4 |
| 3 | h8 чорна тура · f7 чорний пішак · g7 чорний король · b6 чорний ферзь · d6 чорний пішак · g6 чорний пішак · c5 чорний кінь · e5 чорний пішак · g5 чорний слон · h5 чорна тура · b4 чорний пішак · c4 білий ферзь · e4 білий пішак · f3 білий пішак · g3 білий пішак · b2 білий пішак · c2 білий пішак · g2 білий король · h2 білий кінь · d1 біла тура · e1 біла тура · f1 білий кінь | h8 чорна тура · f7 чорний пішак · g7 чорний король · b6 чорний ферзь · d6 чорний пішак · g6 чорний пішак · c5 чорний кінь · e5 чорний пішак · g5 чорний слон · h5 чорна тура · b4 чорний пішак · c4 білий ферзь · e4 білий пішак · f3 білий пішак · g3 білий пішак · b2 білий пішак · c2 білий пішак · g2 білий король · h2 білий кінь · d1 біла тура · e1 біла тура · f1 білий кінь | h8 чорна тура · f7 чорний пішак · g7 чорний король · b6 чорний ферзь · d6 чорний пішак · g6 чорний пішак · c5 чорний кінь · e5 чорний пішак · g5 чорний слон · h5 чорна тура · b4 чорний пішак · c4 білий ферзь · e4 білий пішак · f3 білий пішак · g3 білий пішак · b2 білий пішак · c2 білий пішак · g2 білий король · h2 білий кінь · d1 біла тура · e1 біла тура · f1 білий кінь | h8 чорна тура · f7 чорний пішак · g7 чорний король · b6 чорний ферзь · d6 чорний пішак · g6 чорний пішак · c5 чорний кінь · e5 чорний пішак · g5 чорний слон · h5 чорна тура · b4 чорний пішак · c4 білий ферзь · e4 білий пішак · f3 білий пішак · g3 білий пішак · b2 білий пішак · c2 білий пішак · g2 білий король · h2 білий кінь · d1 біла тура · e1 біла тура · f1 білий кінь | h8 чорна тура · f7 чорний пішак · g7 чорний король · b6 чорний ферзь · d6 чорний пішак · g6 чорний пішак · c5 чорний кінь · e5 чорний пішак · g5 чорний слон · h5 чорна тура · b4 чорний пішак · c4 білий ферзь · e4 білий пішак · f3 білий пішак · g3 білий пішак · b2 білий пішак · c2 білий пішак · g2 білий король · h2 білий кінь · d1 біла тура · e1 біла тура · f1 білий кінь | h8 чорна тура · f7 чорний пішак · g7 чорний король · b6 чорний ферзь · d6 чорний пішак · g6 чорний пішак · c5 чорний кінь · e5 чорний пішак · g5 чорний слон · h5 чорна тура · b4 чорний пішак · c4 білий ферзь · e4 білий пішак · f3 білий пішак · g3 білий пішак · b2 білий пішак · c2 білий пішак · g2 білий король · h2 білий кінь · d1 біла тура · e1 біла тура · f1 білий кінь | h8 чорна тура · f7 чорний пішак · g7 чорний король · b6 чорний ферзь · d6 чорний пішак · g6 чорний пішак · c5 чорний кінь · e5 чорний пішак · g5 чорний слон · h5 чорна тура · b4 чорний пішак · c4 білий ферзь · e4 білий пішак · f3 білий пішак · g3 білий пішак · b2 білий пішак · c2 білий пішак · g2 білий король · h2 білий кінь · d1 біла тура · e1 біла тура · f1 білий кінь | h8 чорна тура · f7 чорний пішак · g7 чорний король · b6 чорний ферзь · d6 чорний пішак · g6 чорний пішак · c5 чорний кінь · e5 чорний пішак · g5 чорний слон · h5 чорна тура · b4 чорний пішак · c4 білий ферзь · e4 білий пішак · f3 білий пішак · g3 білий пішак · b2 білий пішак · c2 білий пішак · g2 білий король · h2 білий кінь · d1 біла тура · e1 біла тура · f1 білий кінь | 3 |
| 2 | h8 чорна тура · f7 чорний пішак · g7 чорний король · b6 чорний ферзь · d6 чорний пішак · g6 чорний пішак · c5 чорний кінь · e5 чорний пішак · g5 чорний слон · h5 чорна тура · b4 чорний пішак · c4 білий ферзь · e4 білий пішак · f3 білий пішак · g3 білий пішак · b2 білий пішак · c2 білий пішак · g2 білий король · h2 білий кінь · d1 біла тура · e1 біла тура · f1 білий кінь | h8 чорна тура · f7 чорний пішак · g7 чорний король · b6 чорний ферзь · d6 чорний пішак · g6 чорний пішак · c5 чорний кінь · e5 чорний пішак · g5 чорний слон · h5 чорна тура · b4 чорний пішак · c4 білий ферзь · e4 білий пішак · f3 білий пішак · g3 білий пішак · b2 білий пішак · c2 білий пішак · g2 білий король · h2 білий кінь · d1 біла тура · e1 біла тура · f1 білий кінь | h8 чорна тура · f7 чорний пішак · g7 чорний король · b6 чорний ферзь · d6 чорний пішак · g6 чорний пішак · c5 чорний кінь · e5 чорний пішак · g5 чорний слон · h5 чорна тура · b4 чорний пішак · c4 білий ферзь · e4 білий пішак · f3 білий пішак · g3 білий пішак · b2 білий пішак · c2 білий пішак · g2 білий король · h2 білий кінь · d1 біла тура · e1 біла тура · f1 білий кінь | h8 чорна тура · f7 чорний пішак · g7 чорний король · b6 чорний ферзь · d6 чорний пішак · g6 чорний пішак · c5 чорний кінь · e5 чорний пішак · g5 чорний слон · h5 чорна тура · b4 чорний пішак · c4 білий ферзь · e4 білий пішак · f3 білий пішак · g3 білий пішак · b2 білий пішак · c2 білий пішак · g2 білий король · h2 білий кінь · d1 біла тура · e1 біла тура · f1 білий кінь | h8 чорна тура · f7 чорний пішак · g7 чорний король · b6 чорний ферзь · d6 чорний пішак · g6 чорний пішак · c5 чорний кінь · e5 чорний пішак · g5 чорний слон · h5 чорна тура · b4 чорний пішак · c4 білий ферзь · e4 білий пішак · f3 білий пішак · g3 білий пішак · b2 білий пішак · c2 білий пішак · g2 білий король · h2 білий кінь · d1 біла тура · e1 біла тура · f1 білий кінь | h8 чорна тура · f7 чорний пішак · g7 чорний король · b6 чорний ферзь · d6 чорний пішак · g6 чорний пішак · c5 чорний кінь · e5 чорний пішак · g5 чорний слон · h5 чорна тура · b4 чорний пішак · c4 білий ферзь · e4 білий пішак · f3 білий пішак · g3 білий пішак · b2 білий пішак · c2 білий пішак · g2 білий король · h2 білий кінь · d1 біла тура · e1 біла тура · f1 білий кінь | h8 чорна тура · f7 чорний пішак · g7 чорний король · b6 чорний ферзь · d6 чорний пішак · g6 чорний пішак · c5 чорний кінь · e5 чорний пішак · g5 чорний слон · h5 чорна тура · b4 чорний пішак · c4 білий ферзь · e4 білий пішак · f3 білий пішак · g3 білий пішак · b2 білий пішак · c2 білий пішак · g2 білий король · h2 білий кінь · d1 біла тура · e1 біла тура · f1 білий кінь | h8 чорна тура · f7 чорний пішак · g7 чорний король · b6 чорний ферзь · d6 чорний пішак · g6 чорний пішак · c5 чорний кінь · e5 чорний пішак · g5 чорний слон · h5 чорна тура · b4 чорний пішак · c4 білий ферзь · e4 білий пішак · f3 білий пішак · g3 білий пішак · b2 білий пішак · c2 білий пішак · g2 білий король · h2 білий кінь · d1 біла тура · e1 біла тура · f1 білий кінь | 2 |
| 1 | h8 чорна тура · f7 чорний пішак · g7 чорний король · b6 чорний ферзь · d6 чорний пішак · g6 чорний пішак · c5 чорний кінь · e5 чорний пішак · g5 чорний слон · h5 чорна тура · b4 чорний пішак · c4 білий ферзь · e4 білий пішак · f3 білий пішак · g3 білий пішак · b2 білий пішак · c2 білий пішак · g2 білий король · h2 білий кінь · d1 біла тура · e1 біла тура · f1 білий кінь | h8 чорна тура · f7 чорний пішак · g7 чорний король · b6 чорний ферзь · d6 чорний пішак · g6 чорний пішак · c5 чорний кінь · e5 чорний пішак · g5 чорний слон · h5 чорна тура · b4 чорний пішак · c4 білий ферзь · e4 білий пішак · f3 білий пішак · g3 білий пішак · b2 білий пішак · c2 білий пішак · g2 білий король · h2 білий кінь · d1 біла тура · e1 біла тура · f1 білий кінь | h8 чорна тура · f7 чорний пішак · g7 чорний король · b6 чорний ферзь · d6 чорний пішак · g6 чорний пішак · c5 чорний кінь · e5 чорний пішак · g5 чорний слон · h5 чорна тура · b4 чорний пішак · c4 білий ферзь · e4 білий пішак · f3 білий пішак · g3 білий пішак · b2 білий пішак · c2 білий пішак · g2 білий король · h2 білий кінь · d1 біла тура · e1 біла тура · f1 білий кінь | h8 чорна тура · f7 чорний пішак · g7 чорний король · b6 чорний ферзь · d6 чорний пішак · g6 чорний пішак · c5 чорний кінь · e5 чорний пішак · g5 чорний слон · h5 чорна тура · b4 чорний пішак · c4 білий ферзь · e4 білий пішак · f3 білий пішак · g3 білий пішак · b2 білий пішак · c2 білий пішак · g2 білий король · h2 білий кінь · d1 біла тура · e1 біла тура · f1 білий кінь | h8 чорна тура · f7 чорний пішак · g7 чорний король · b6 чорний ферзь · d6 чорний пішак · g6 чорний пішак · c5 чорний кінь · e5 чорний пішак · g5 чорний слон · h5 чорна тура · b4 чорний пішак · c4 білий ферзь · e4 білий пішак · f3 білий пішак · g3 білий пішак · b2 білий пішак · c2 білий пішак · g2 білий король · h2 білий кінь · d1 біла тура · e1 біла тура · f1 білий кінь | h8 чорна тура · f7 чорний пішак · g7 чорний король · b6 чорний ферзь · d6 чорний пішак · g6 чорний пішак · c5 чорний кінь · e5 чорний пішак · g5 чорний слон · h5 чорна тура · b4 чорний пішак · c4 білий ферзь · e4 білий пішак · f3 білий пішак · g3 білий пішак · b2 білий пішак · c2 білий пішак · g2 білий король · h2 білий кінь · d1 біла тура · e1 біла тура · f1 білий кінь | h8 чорна тура · f7 чорний пішак · g7 чорний король · b6 чорний ферзь · d6 чорний пішак · g6 чорний пішак · c5 чорний кінь · e5 чорний пішак · g5 чорний слон · h5 чорна тура · b4 чорний пішак · c4 білий ферзь · e4 білий пішак · f3 білий пішак · g3 білий пішак · b2 білий пішак · c2 білий пішак · g2 білий король · h2 білий кінь · d1 біла тура · e1 біла тура · f1 білий кінь | h8 чорна тура · f7 чорний пішак · g7 чорний король · b6 чорний ферзь · d6 чорний пішак · g6 чорний пішак · c5 чорний кінь · e5 чорний пішак · g5 чорний слон · h5 чорна тура · b4 чорний пішак · c4 білий ферзь · e4 білий пішак · f3 білий пішак · g3 білий пішак · b2 білий пішак · c2 білий пішак · g2 білий король · h2 білий кінь · d1 біла тура · e1 біла тура · f1 білий кінь | 1 |
|   | a | b | c | d | e | f | g | h |   |

Приклад лавірування можна побачити в партії Ріхарда Тейхмана  проти Арона Німцовича 1911. У позиції на діаграмі чорні притисли білих на королівському фланзі. Це сковує фігури білих, однак за чорних не видно продовження атаки. Тоді Німцович вирішує шляхом лавірування створити слабкості на ферзевому фланзі. 
31... Ке6 
Кінь створює загрозу по-перше вторгнення чорних фігур в табір білих через поле f4: так тихий хід 32... Cf4 повністю знищує захист білих. Бити слона не можна через мат: 32... Cf4 33. gf K:f4+ 34. Kph1 Л:h2+ 35. До: h2 Л:h2+ 36. Kp:h2 Фf2+ 37. Kpg1 Фg2#
По-друге, кінь прагне потрапити на d4, де у нього буде можливість створити слабкості на ферзевому фланзі, нападаючи на пішака с2. Від обох загроз чорного коня білі не в змозі знайти захист. 
32. Ле2. 
Білі намагаються відбити небезпечнішу загрозу атаки на королівському фланзі, воліючи віддати поле d4 коню, який потрапляє туди з виграшем темпу: 
32... Kd4 
 33. Лее1 Фb7 
Хід 34... Лс8  не можна відбити без жертв. Щоб не допустити чорну туру на другу горизонталь, білим доводиться віддавати якість. 
34. Л:d4 ed
У підсумку чорні виграли партію.